# Bruce Ridpath
Bruce Ridpath (né le 2 juin 1884 à Lakefield, dans la province de l'Ontario, au Canada — mort le 4 juin 1925 à Toronto au Canada) est un joueur professionnel canadien de hockey sur glace qui évoluait au poste d'attaquant. Il remporte la Coupe Stanley avec les Sénateurs d'Ottawa en 1911 avant qu'un accident de voiture ne vienne mettre fin à sa carrière.

## Biographie

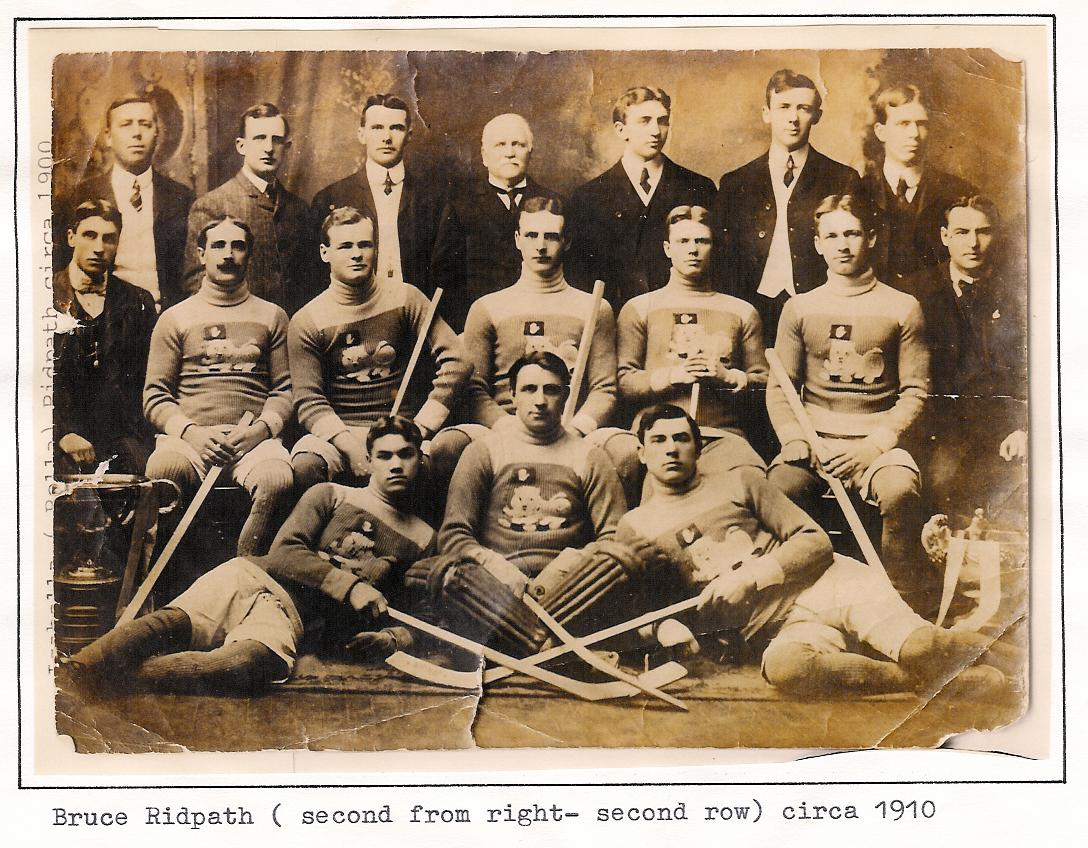
Bruce Ridpath (deuxième joueur en partant de la gauche au deuxième rang) avec les Marlboros de Toronto environ en 1905.

Ridpath naît le 2 juin 1884 dans la ville de Lakefield en Ontario. Il commence sa carrière en jouant en 1904 dans l'Association de hockey de l'Ontario pour les juniors puis rejoint les Marlboros de Toronto dans l'équipe senior lors de la saison suivante. Au cours de la saison suivante, il joue pour de l'argent au sein de la Ligue professionnelle de hockey du Témiscamingue. Les dirigeants de l'AHO, fondamentalement amateur, l'apprennent et Ridpath est renvoyé de l'AHO en novembre 1906. Il rejoint les rangs du Club de hockey professionnel de Toronto de la nouvelle Ontario Professional Hockey League et devient leur premier capitaine. Au cours de la saison 1908, il joue aux côtés d'Édouard Lalonde alors que son équipe finit première de la saison de l'OPHL. Les Pros de Toronto jouent un match de défi de la Coupe Stanley contre les Wanderers de Montréal de l'Eastern Canada Amateur Hockey Association, match perdu 6-4.
Le 30 janvier 1909, Ridpath fait parler de lui en inscrivant 7 buts au cours d'un seul match. À la fin de la saison, il joue quelques rencontres avec les Silver Kings de Cobalt de la ligue du Témiscamingue. Le 2 décembre 1909, l'Association nationale de hockey voit le jour et Ridpath signe avec le Club de hockey d'Ottawa. L'équipe se classe deuxième de cette saison inaugurale ; Ridpath finit dixième meilleur buteur du circuit, deuxième de son équipe derrière Marty Walsh. Lors de la saison 1910-1911, il inscrit 23 buts en 16 rencontres alors que l'ANH est mené par Walsh. Les joueurs d'Ottawa remportent 13 rencontres sur 16 et se classent premiers de la saison. L'équipe d'Ottawa remporte également la Coupe Stanley ; au cours des deux matchs de défi joués par Ottawa, Ridpath inscrit quatre buts.
Le 2 novembre 1911, il subit une fracture à la tête lorsqu'il est renversé par une voiture dans la rue Yonge de Toronto. Il manque ainsi l'intégralité de la saison 1911-1912 alors qu'il était convoité par la nouvelle équipe de Toronto, le Club de hockey de Toronto pour être leur nouveau directeur. Ottawa accepte de le vendre à Toronto pour 500 dollars mais il ne retrouve plus jamais son jeu d'avant, sa vue étant ayant été affectée par la blessure reçue à la tête. Ridpath est finalement engagé comme directeur pour le Club de hockey de Toronto pour leur première saison. Il quitte finalement son poste en octobre 1913. Il meurt en 1925 à l'âge de 40 ans après avoir subi plusieurs attaques cardiaques.

## Statistiques
| Saison    | Équipe                                  | Ligue |    | Saison régulière | Saison régulière | Saison régulière | Saison régulière | Saison régulière |   | Séries éliminatoires | Séries éliminatoires | Séries éliminatoires | Séries éliminatoires | Séries éliminatoires |
| Saison    | Équipe                                  | Ligue | PJ | B                | A                | Pts              | Pun              | PJ               | B | A                    | Pts                  | Pun                  |                      |                      |
| 1907      | Club de hockey professionnel de Toronto | OPHL  | 8  | 17               | -                | -                | -                | -                | - | -                    | -                    | -                    |                      |                      |
| 1908      | Club de hockey professionnel de Toronto | OPHL  | 12 | 8                | -                | -                | 42               | 1                | 1 | -                    | -                    | 0                    |                      |                      |
| 1909      | Club de hockey professionnel de Toronto | OPHL  | 11 | 21               | -                | -                | 11               | -                | - | -                    | -                    | -                    |                      |                      |
| 1909      | Silver Kings de Cobalt                  | LPHT  | 2  | 6                | -                | -                | 4                | -                | - | -                    | -                    | -                    |                      |                      |
| 1910      | Club de hockey d'Ottawa                 | ANH   | 12 | 6                | -                | -                | 32               | 4                | 6 | -                    | -                    | -                    |                      |                      |
| 1910-1911 | Club de hockey d'Ottawa                 | ANH   | 16 | 23               | -                | -                | 54               | 2                | 4 | -                    | -                    | 2                    |                      |                      |